# Spiksmedjesjön
Spiksmedjesjön är en sjö i Katrineholms kommun i Södermanland och ingår i Nyköpingsåns huvudavrinningsområde.